# Gare de Saint-Yrieix-la-Perche
Gare de Saint-Yrieix-la-Perche vasútállomás Franciaországban, Saint-Yrieix-la-Perche településen.

## Vasútvonalak
Az állomást az alábbi vasútvonalak érintik:
- Brive-Nexon-vasútvonal
- Bussière-Galant-Saint-Yrieix-vasútvonal

## Kapcsolódó állomások
A vasútállomáshoz az alábbi állomások vannak a legközelebb:
- Gare de La Meyze
- Gare de Coussac-Bonneval